# City-See
Der City-See ist ein See in Marl in Nordrhein-Westfalen. Er wurde künstlich angelegt und wird von Grundwasser gespeist. Der See hat eine ca. 400 m² große Insel.
Der City-See befindet sich im Stadtteil Mitte der Stadt Marl im Kreis Recklinghausen. Er liegt direkt neben dem Einkaufszentrum Marler Stern.